# Yoan Severin
Yoan Severin (Villeurbanne, 24 januari 1997) is een Frans voetballer die als verdediger speelt. 

## Carrière
Severin ruilde de jeugdopleiding van Évian Thonon Gaillard FC in 2014 voor die van Juventus FC. Hij bleef enkele jaren bij de Italiaanse topclub, maar raakte er nooit in het eerste elftal. Hij trok in de winterstop van het seizoen 2016/2017 transfervrij naar Zulte Waregem, waar hij op 24 januari 2017 meteen een basisplaats kreeg tegen Excel Moeskroen. Hij won in zijn eerste seizoen aan de Gaverbeek meteen de Beker van België, al kwam hij in de finale niet in actie.
In het seizoen 2017/18 kwam Severin geen enkele keer in actie voor Zulte Waregem. In de zomer van 2018 ruilde hij de club dan ook in voor het Zwitserse Servette FC Genève.

## Erelijst
| Beker van België | 1x | 2016/17 |